# Distinction entre liberté positive et liberté négative
En philosophie, la distinction entre liberté positive et liberté négative exprime un contraste entre deux conceptions de la liberté politique. Selon cette distinction, on peut opposer liberté négative qui est l'absence d'entraves et liberté positive comme possibilité de faire quelque chose. Chacune de ces deux libertés correspond à un fonctionnement différent, dont le détail varie selon les penseurs.
Par exemple, avoir des pommes et des poires pour un repas mais être empéché de choisir parmi les deux est une contrainte sur notre liberté négative, tandis qu'avoir le droit de choisir entre pommes et poires mais n'avoir qu'un ou aucun des deux est une contrainte sur notre liberté positive.
Le concept de structure et agentivité est central dans le concept de liberté positive car pour être libre, une personne devrait pouvoir suivre son libre-arbitre sans les contraintes de la structure sociale. Mépris de classe, sexisme, âgisme, capacitisme, racisme et spécisme peuvent contraindre les libertés individuelles. Étant donné que la liberté positive concerne principalement l'agentivité, les citoyens seront plus libres s'ils ont la possibilité de participer en politique et que leurs intérêts sont reconnus.
Cette distinction est attribuée au philosophe britannique Isaiah Berlin. Il l'expose en particulier dans son ouvrage de 1958 Deux concepts de liberté. Bien que cette distinction soit formalisée au XXe siècle, elle est souvent utilisée rétrospectivement, pour analyser les théories antérieures de la liberté.